# Fatih Sonkaya
Fatih Sonkaya (Oltu, 1º luglio 1981) è un ex calciatore turco con passaporto olandese, di ruolo difensore.

## Statistiche

### Cronologia presenze e reti in Nazionale
| Cronologia completa delle presenze e delle reti in nazionale ― Turchia | Cronologia completa delle presenze e delle reti in nazionale ― Turchia | Cronologia completa delle presenze e delle reti in nazionale ― Turchia | Cronologia completa delle presenze e delle reti in nazionale ― Turchia | Cronologia completa delle presenze e delle reti in nazionale ― Turchia | Cronologia completa delle presenze e delle reti in nazionale ― Turchia | Cronologia completa delle presenze e delle reti in nazionale ― Turchia | Cronologia completa delle presenze e delle reti in nazionale ― Turchia |
| Data                                                                   | Città                                                                  | In casa                                                                | Risultato                                                              | Ospiti                                                                 | Competizione                                                           | Reti                                                                   | Note                                                                   |
| ---------------------------------------------------------------------- | ---------------------------------------------------------------------- | ---------------------------------------------------------------------- | ---------------------------------------------------------------------- | ---------------------------------------------------------------------- | ---------------------------------------------------------------------- | ---------------------------------------------------------------------- | ---------------------------------------------------------------------- |
| 30-4-2003                                                              | Teplice                                                                | Rep. Ceca                                                              | 4 – 0                                                                  | Turchia                                                                | Amichevole                                                             | -                                                                      | 84’                                                                    |
| 19-6-2003                                                              | Saint-Étienne                                                          | Turchia                                                                | 2 – 1                                                                  | Stati Uniti                                                            | Conf. Cup 2003 - 1º Turno                                              | -                                                                      |                                                                        |
| 28-6-2003                                                              | Saint-Étienne                                                          | Colombia                                                               | 1 – 2                                                                  | Turchia                                                                | Conf. Cup 2003 - Finale 3º posto                                       | -                                                                      | 60’                                                                    |
| 20-8-2003                                                              | Ankara                                                                 | Turchia                                                                | 2 – 0                                                                  | Moldavia                                                               | Amichevole                                                             | -                                                                      | 46’                                                                    |
| 18-2-2004                                                              | Adana                                                                  | Turchia                                                                | 0 – 1                                                                  | Danimarca                                                              | Amichevole                                                             | -                                                                      | 73’                                                                    |
| 31-3-2004                                                              | Zagabria                                                               | Croazia                                                                | 2 – 2                                                                  | Turchia                                                                | Amichevole                                                             | -                                                                      | 87’                                                                    |
| Totale                                                                 |                                                                        | Presenze                                                               | 6                                                                      |                                                                        | Reti                                                                   | 0                                                                      |                                                                        |

## Palmarès

### Club

#### Competizioni nazionali
- Campionato portoghese: 1

Porto: 2005-2006
- Coppa del Portogallo: 1

Porto: 2005-2006